# Hombourg-Haut
Pour les articles homonymes, voir Hombourg.
Hombourg-Haut (allemand : Oberhomburg, francique rhénan : Humerich) est une commune française de l'agglomération de Forbach, située dans le département de la Moselle, en région Grand Est.
C’est une ancienne cité médiévale édifiée et fortifiée au XIIIe siècle par les évêques de Metz. Aujourd'hui, le village du Vieux-Hombourg qui s’étend au pied de l’imposante église collégiale occupe un site remarquable, planté sur une colline gréseuse, se présentant dans un décor vert et boisé.
Les vieux villages de Hellering et de Hombourg-Bas qui avaient formé à partir de la Révolution française la commune de Hombourg virent, après la Seconde Guerre mondiale l'adjonction de nombreux nouveaux quartiers, corollaire du boom économique et démographique.
Riche de cette histoire, la ville de Hombourg-Haut dispose notamment d'un patrimoine architectural couvrant toutes les périodes depuis le Moyen-Âge, d'équipements scolaires (établissements du premier et second degré) ainsi que d'équipements sportifs et aires de jeux et de loisirs. Deux manifestations artistiques et culturelles jalonnent chaque année la vie locale: le Festival international Théodore Gouvy et le Carnaval avec sa cavalcade qui en marque l'apothéose.

## Géographie

### Situation géographique
La commune de Hombourg-Haut est localisée dans la région naturelle du Warndt et dans le bassin de vie de la Moselle-Est. Elle est située à 360 km de Paris, 115 km de Strasbourg, 50 km de Metz et 25 km de Sarrebruck (Allemagne).

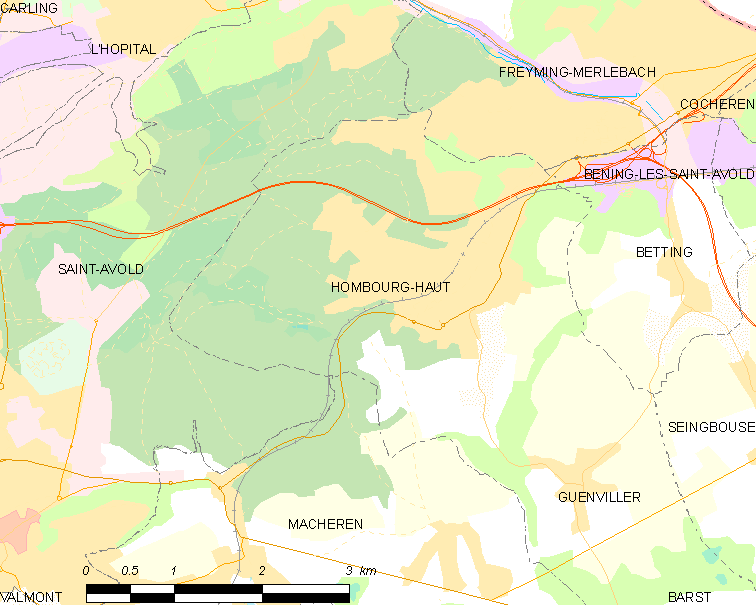
Carte de la commune.

### Morphologie
Les quartiers se nomment Vieux-Hombourg, Les Chênes, La Chapelle, Langenberg, Riviera, Hombourg-Bas et Hellering.

### Forêts
Les aires urbanisées de la commune sont entourées de 350 hectares de forêts : 
- Forêt de Zang,
- Forêt de Steinberg[2]

Des sentiers sont aménagés.

### Hydrographie

#### Réseau hydrographique
La commune est située dans le bassin versant du Rhin au sein du bassin Rhin-Meuse. Elle est drainée du sud-ouest vers le nord-est par la Rosselle (affluent de la Sarre), et aussi, du sud au nord, par le ruisseau de Ste-Catherine.
L'aire de l'étang de la Papiermühle a été aménagée pour les loisirs (notamment la pêche) des adultes et des enfants. L'ancien moulin a été agrandi et transformé en restaurant au XXe siècle.
La Rosselle, d'une longueur totale de 32,8 km, prend sa source dans la commune de Boucheporn traverse treize communes françaises puis, au-delà de Petite-Rosselle, poursuit son cours en Allemagne où elle se jette dans la Sarre.

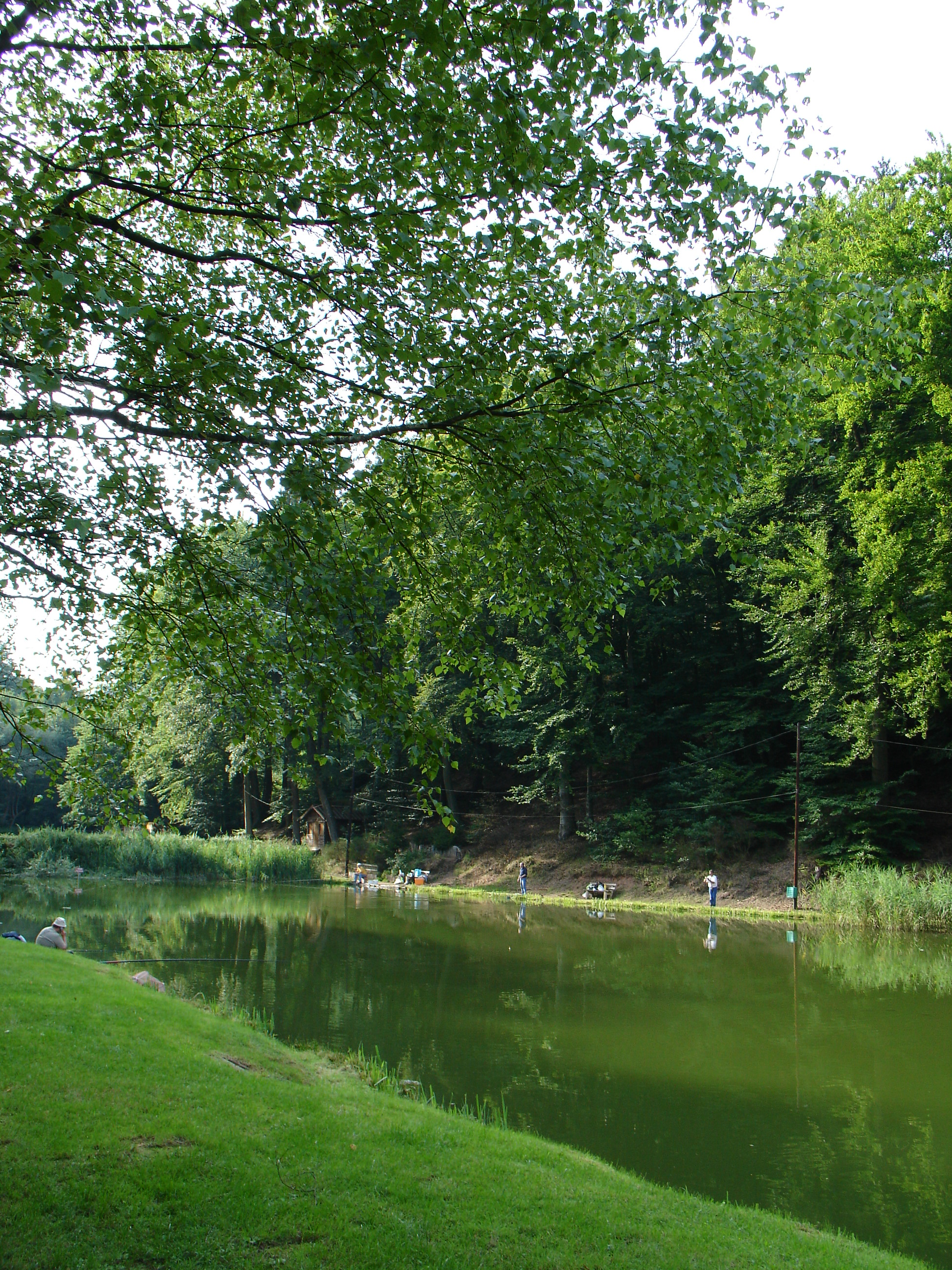
Étang de la Papiermühle.
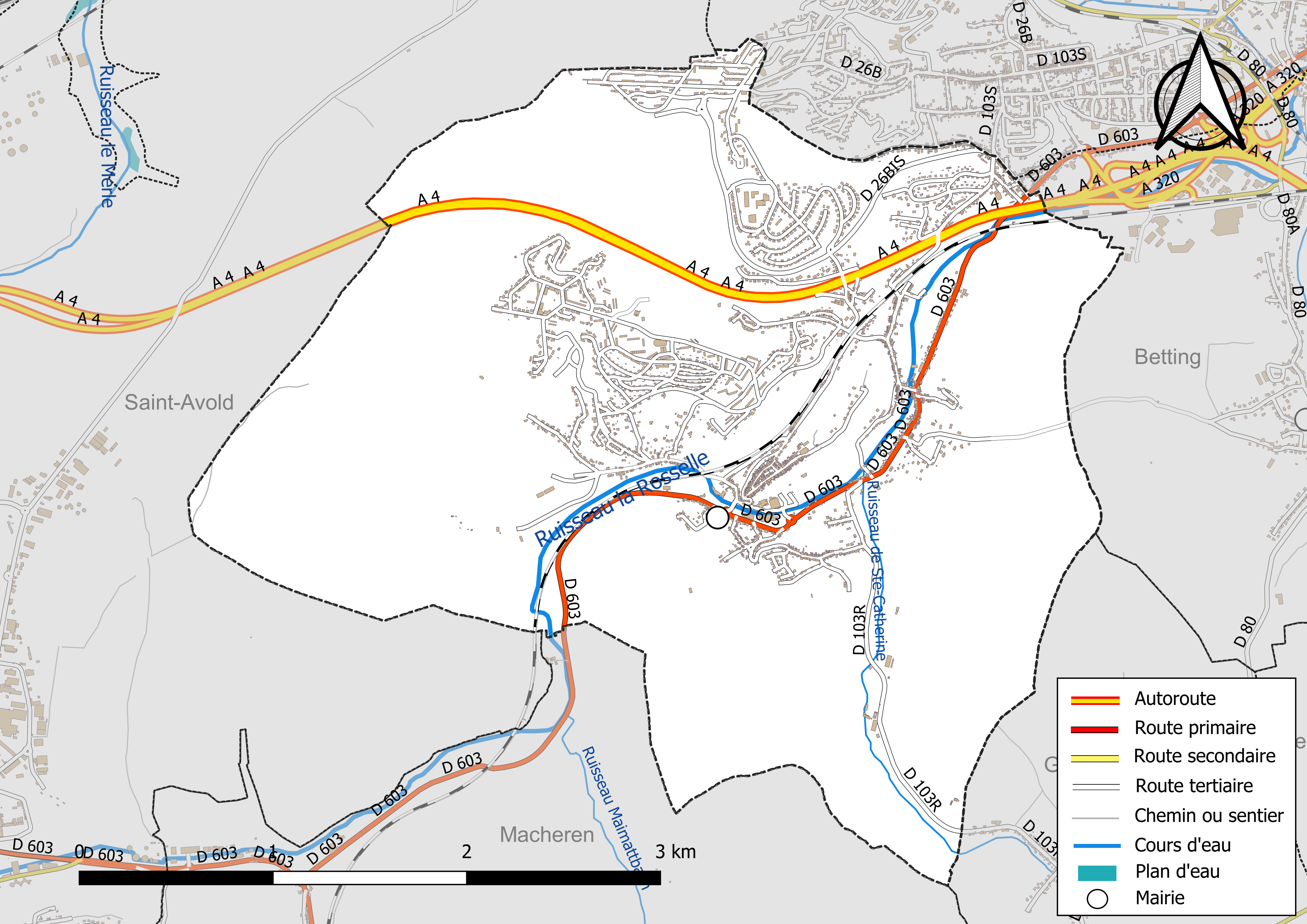
Réseaux hydrographique et routier de Hombourg-Haut.

#### Gestion et qualité des eaux
Le territoire communal est couvert par le schéma d'aménagement et de gestion des eaux (SAGE) « Bassin Houiller ». Ce document de planification, dont le territoire est approximativement délimité par un triangle formé par les villes de Creutzwald, Faulquemont et Forbach, d'une superficie de 576 km2, a été approuvé le 27 octobre 2017. La structure porteuse de l'élaboration et de la mise en œuvre est la région Grand Est. Il définit sur son territoire les objectifs généraux d’utilisation, de mise en valeur et de protection quantitative et qualitative des ressources en eau superficielle et souterraine, en respect des objectifs de qualité définis dans le SDAGE  du Bassin Rhin-Meuse.
La qualité des eaux des principaux cours d’eau de la commune, notamment du ruisseau la Rosselle, peut être consultée sur un site dédié géré par les agences de l’eau et l’Agence française pour la biodiversité.

### Climat
Pour des articles plus généraux, voir Climat du Grand Est et Climat de la Moselle.
En 2010, le climat de la commune est de type climat des marges montargnardes, selon une étude du Centre national de la recherche scientifique s'appuyant sur une série de données couvrant la période 1971-2000. En 2020, Météo-France publie une typologie des climats de la France métropolitaine dans laquelle la commune est exposée à un climat semi-continental et est dans la région climatique  Lorraine, plateau de Langres, Morvan, caractérisée par un hiver rude (1,5 °C), des vents modérés et des brouillards fréquents en automne et hiver. 
Pour la période 1971-2000, la température annuelle moyenne est de 9,8 °C, avec une amplitude thermique annuelle de 17 °C. Le cumul annuel moyen de précipitations est de 843 mm, avec 11,6 jours de précipitations en janvier et 9,9 jours en juillet. Pour la période 1991-2020, la température moyenne annuelle observée sur la station météorologique de Météo-France la plus proche, « Seingbouse », sur la commune de Seingbouse à 4 km à vol d'oiseau, est de 10,5 °C et le cumul annuel moyen de précipitations est de 731,4 mm. 
La température maximale relevée sur cette station est de 37,9 °C, atteinte le 25 juillet 2019 ; la température minimale est de −17 °C, atteinte le 20 décembre 2009,,. 
| Mois                                  | jan.           | fév.           | mars           | avril         | mai           | juin          | jui.          | août          | sep.          | oct.          | nov.          | déc.          | année     |
| ------------------------------------- | -------------- | -------------- | -------------- | ------------- | ------------- | ------------- | ------------- | ------------- | ------------- | ------------- | ------------- | ------------- | --------- |
| Température minimale moyenne (°C)     | −0,4           | −0,2           | 2,2            | 5,9           | 9,1           | 12,6          | 14,6          | 14,2          | 10,8          | 7,4           | 3,6           | 0,5           | 6,7       |
| Température moyenne (°C)              | 1,8            | 2,6            | 6,1            | 10,7          | 13,8          | 17,6          | 19,7          | 19,1          | 15,4          | 10,9          | 6             | 2,7           | 10,5      |
| Température maximale moyenne (°C)     | 4              | 5,4            | 10             | 15,5          | 18,6          | 22,5          | 24,7          | 24            | 20            | 14,4          | 8,5           | 4,8           | 14,4      |
| Record de froid (°C) date du record   | −12,3 07.01.09 | −15,3 07.02.12 | −12,4 01.03.05 | −3,4 04.04.22 | −0,3 05.05.19 | 3,9 08.06.05  | 7,4 31.07.15  | 5,8 26.08.18  | 3,1 30.09.22  | −5,2 29.10.12 | −5,8 30.11.16 | −17 20.12.09  | −17 2009  |
| Record de chaleur (°C) date du record | 13,9 01.01.22  | 21,4 27.02.19  | 23,9 31.03.21  | 26,8 21.04.18 | 30,7 28.05.17 | 35,2 26.06.19 | 37,9 25.07.19 | 37,8 09.08.03 | 32,6 15.09.20 | 27 02.10.23   | 21 02.11.20   | 14,9 31.12.22 | 37,9 2019 |
| Précipitations (mm)                   | 63             | 57,7           | 55,3           | 39,8          | 68,9          | 60,3          | 54,7          | 68,4          | 54,8          | 61,4          | 66            | 81,1          | 731,4     |

| Diagramme climatique                                  |             |           |             |             |              |              |            |            |             |          |            |
| J                                                     | F           | M         | A           | M           | J            | J            | A          | S          | O           | N        | D          |
| 4−0,463                                               | 5,4−0,257,7 | 102,255,3 | 15,55,939,8 | 18,69,168,9 | 22,512,660,3 | 24,714,654,7 | 2414,268,4 | 2010,854,8 | 14,47,461,4 | 8,53,666 | 4,80,581,1 |
| Moyennes : • Temp. maxi et mini °C • Précipitation mm |             |           |             |             |              |              |            |            |             |          |            |

Les paramètres climatiques de la commune ont été estimés pour le milieu du siècle (2041-2070) selon différents scénarios d'émission de gaz à effet de serre à partir des nouvelles projections climatiques de référence DRIAS-2020. Ils sont consultables sur un site dédié publié par Météo-France en novembre 2022.

### Accès et transports

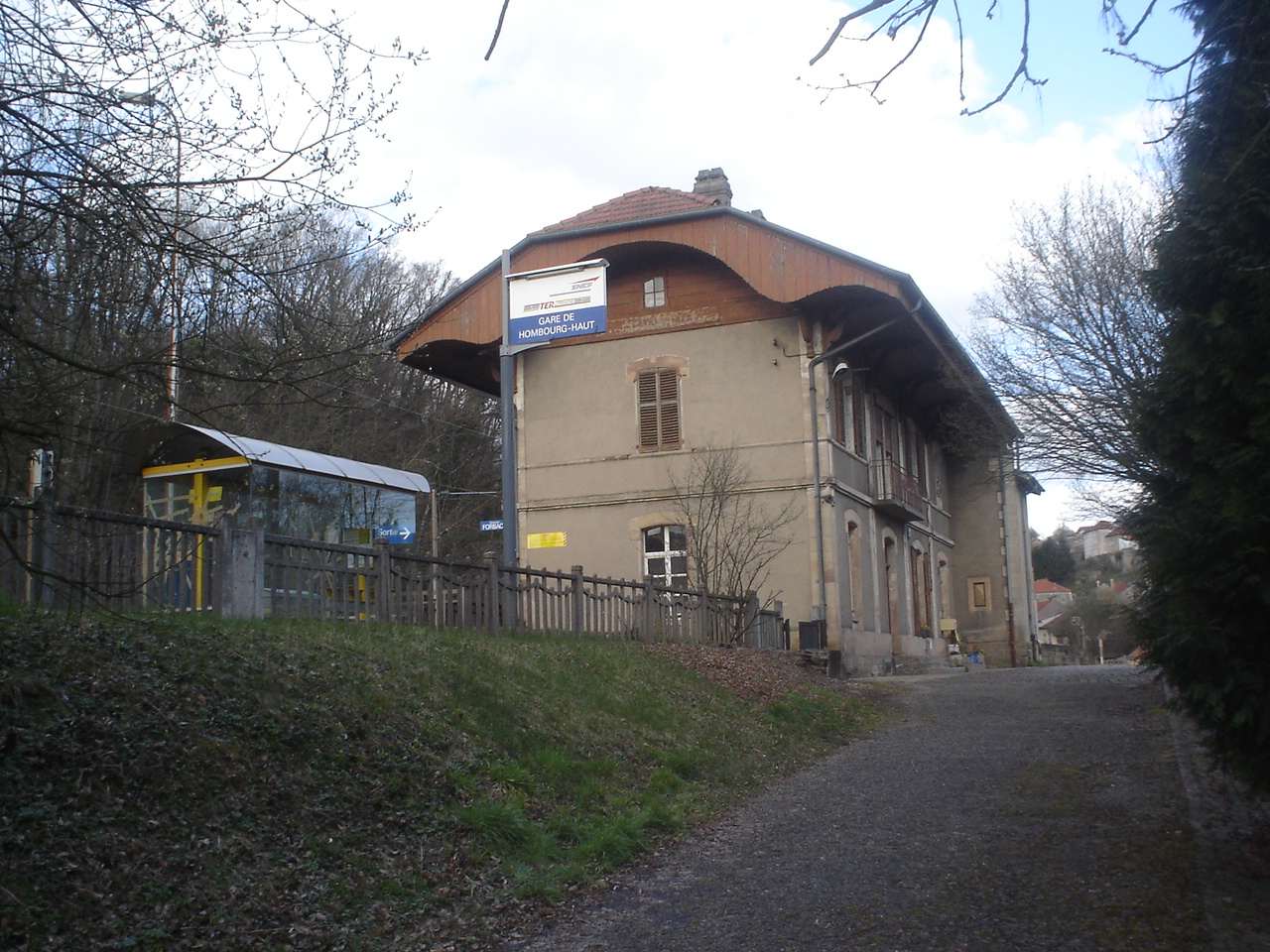
Gare de Hombourg-Haut.

- Par train, gare de Hombourg-Haut sur la ligne Métrolor Metz - Forbach (- Sarrebruck).
- Par la route : autoroute A4 puis A320 (direction Sarrebruck), sortie Freyming.

Hombourg-Haut ne dispose pas d’une desserte Bus, mais elle est desservie par les trois lignes interurbaines : 126, 127 et 138 du réseau TIM (Transports Interurbains de la Moselle) et une ligne transfrontalière (MS : Saint-Avold - Sarrebruck) :
Les Lignes TIM :
- Ligne TIM 126 : Cité des Chênes - Merlebach-Gare routière : il s’agit de la ligne assurant la desserte la plus fine de la commune en assurant la liaison entre la gare routière de Freyming-Merlebach et le quartier des Chênes de Hombourg-Haut. Vers la Cité des Chênes, la ligne arrive par le quartier Riviera puis traverse Hombourg-Bas pour rejoindre le « centre-ville » avant de gagner la cité des Chênes en passant par les rues du Chemin-de-Fer et du Verger. Au retour, la ligne 126 rejoint directement le centre-ville en passant par la rue des Merles.
- Ligne de bus TIM 127 : Cité La Chapelle - Merlebach-Gare routière : la desserte de Hombourg-Haut par cette ligne se limite en fait à quelques arrêts situés dans la Cité La Chapelle.
- Ligne TIM 138 : Saint-Avold - Forbach. Elle traverse Hombourg-Haut au plus court en suivant l’itinéraire de la RD 603 (ex-N3), excepté deux allers-retours desservant la Cité des Chênes.

## Urbanisme

### Typologie
Au 1er janvier 2024, Hombourg-Haut est catégorisée ceinture urbaine, selon la nouvelle grille communale de densité à sept niveaux définie par l'Insee en 2022.
Elle appartient à l'unité urbaine de Sarrebruck (ALL)-Forbach (partie française), une agglomération internationale regroupant 15  communes, dont elle est une commune de la banlieue,,. Par ailleurs la commune fait partie de l'aire d'attraction de Freyming-Merlebach (partie française), dont elle est une commune du pôle principal,. Cette aire, qui regroupe 3 communes, est catégorisée dans les aires de moins de 50 000 habitants,.

### Occupation des sols
L'occupation des sols de la commune, telle qu'elle ressort de la base de données européenne d’occupation biophysique des sols Corine Land Cover (CLC), est marquée par l'importance des forêts et milieux semi-naturels (51,1 % en 2018), une proportion identique à celle de 1990 (51,1 %). La répartition détaillée en 2018 est la suivante : 
forêts (51,1 %), zones urbanisées (27,9 %), terres arables (9,3 %), prairies (8,9 %), zones agricoles hétérogènes (2,8 %). L'évolution de l’occupation des sols de la commune et de ses infrastructures peut être observée sur les différentes représentations cartographiques du territoire : la carte de Cassini (XVIIIe siècle), la carte d'état-major (1820-1866) et les cartes ou photos aériennes de l'IGN pour la période actuelle (1950 à aujourd'hui).

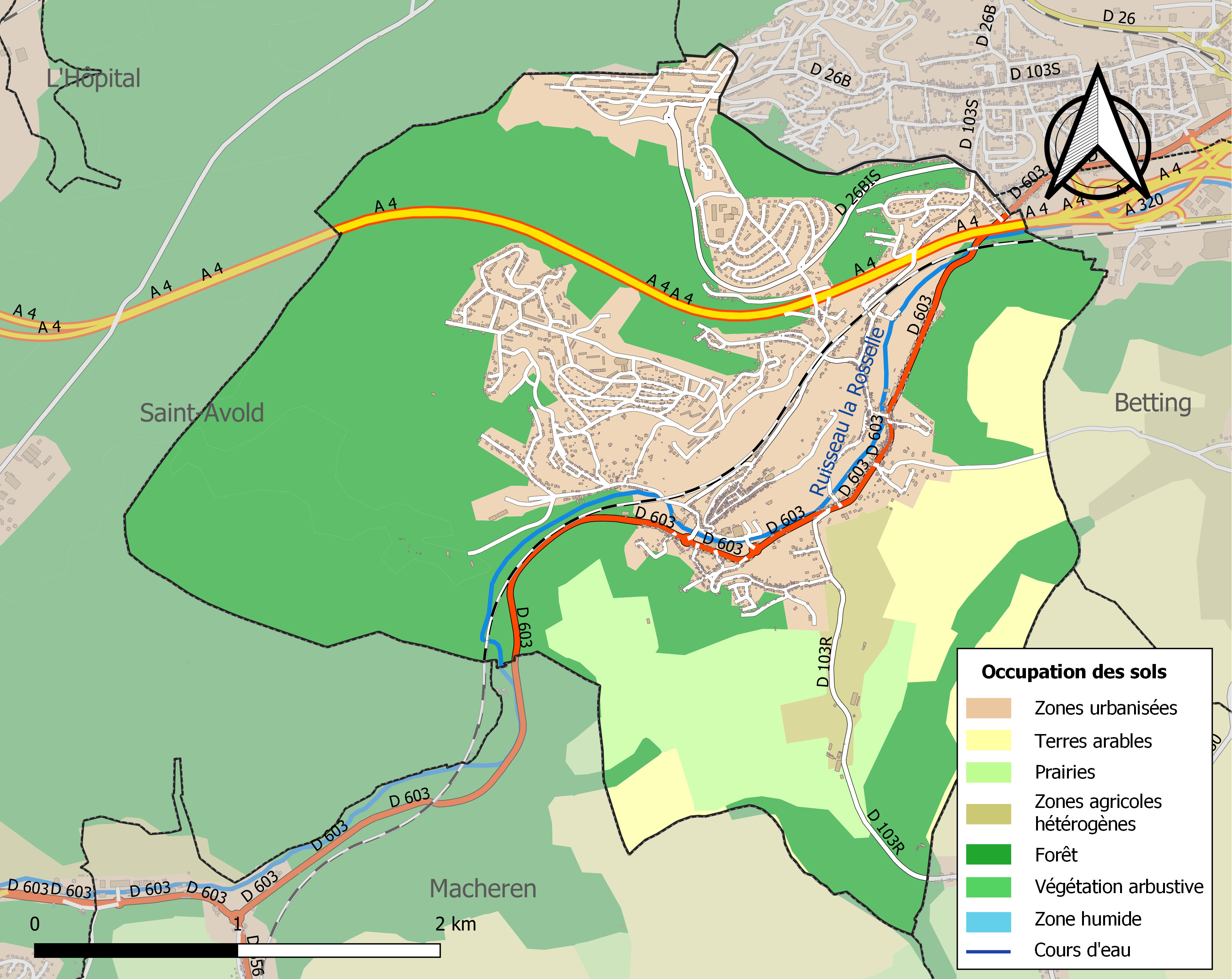
Carte des infrastructures et de l'occupation des sols de la commune en 2018 (CLC).

## Toponymie
- Hombourg-Haut[19],[20] : Hoëmborc (1210), Homburg (1254), Homburc (1256), Homburch (1275 et 1284), Homberch (1288), Hohenburg (1508 environ)[21] Humburgum (1544), Homborgh (1653), Homborg im Westreich (1645), Homborg (1645), Bischofs-Homburg (XVIIIe siècle), Hombourg-l'Évêque (1745), Hombourg-la-Ville (1779), Hombourg Haut (1793), Hombourg-Haut ou Houmerich (1845), Oberhomburg (1871-1918).
  - En  francique lorrain : Hummerich[19] / Humerich. En allemand : Ober-Homburg[19].
  - Surnoms sur les habitants : Die Humeriche Eicherte (les écureuils de Hombourg)[22]. Bachwasser (eau de ruisseau)[22].
- Hombourg-Bas : Hombourg-Bas (1751). Les anciens l'appelle "es Dorf" (le village) pour le distinguer de l’ancienne ville.
- Hellering[19] : Elringa (1335), Elleringa (1338), Helringen (1408), Halring (1688), Halringen (1715), Hellering (1793).

## Histoire

### Héraldique
| Blason de Hombourg-Haut | Blason  | De gueules, à la crosse épiscopale d'or accostée de deux alérions d'argent. |
| Blason de Hombourg-Haut | Détails | Ce blason est la reproduction de celui que porte le député de Hombourg à l'entrée d'Henri II à Nancy, en 1608 ; il est dessiné de la même façon dans le Héraut d'armes de Lorraine. Ces armoiries font très probablement allusion à l'origine de Hombourg, bâti et fortifié, au XIIIe siècle, par Jacques de Lorraine, évêque de Metz : la crosse rappelle le caractère épiscopal, les alérions symbolisent la Lorraine. Le statut officiel du blason reste à déterminer. |

### Un Moyen Âge brillant

#### Un premier château entouré d’un village
Le berceau de la commune se trouve à Hombourg-Bas. Ce village se développa autour d’un premier château qui était aux mains du dernier comte de Hombourg, Hugo de Lunéville-Metz, mort sans héritier mâle en 1152. Le duc de Lorraine et l’évêque de Metz Étienne de Bar se disputèrent la place que ce dernier emporta et le château, appelé Altburg, devint le siège d’une seigneurie épiscopale ou avouerie, qui restera la propriété des prélats messins jusqu’au XVIe siècle.

#### Le nouveau château et une ville-forte
Obsolète, le vieux château fut vendu en 1270 à Jacques de Varsberg. Un nouvel évêque, Jacques de Lorraine, jeta son dévolu sur la longue colline voisine pour y construire, sans doute durant la décennie de 1240 à 1250, un nouveau et formidable château qui étonna les contemporains qui le nommèrent « la guérite du monde » ou « le miroir de beauté ». Ce château devint à son tour le siège et le chef-lieu de la seigneurie de Hombourg/Saint-Avold. Les officiers des évêques et quelquefois les prélats eux-mêmes y résidaient. Devant son château, Jacques de Lorraine fit ériger une ville-forte, l'actuel Vieux-Hombourg, ceinte d’un long rempart. L'ensemble était destiné au refuge de toute la région et affirmait de manière hautaine le pouvoir de l’évêché sur la partie est de ses territoires, sentinelle menaçante pour les seigneurs voisins. Hombourg-Bas fut incorporé  à la nouvelle ville, les deux entités ne formant dès lors plus qu’une seule communauté.
Jacques accorda libertés et franchises à sa nouvelle ville en 1248 que l'on doit considérer comme la date officielle de sa création et y installa en 1254 un chapitre composé de 13 chanoines qui durera jusqu'en 1743. Il érigea pour ces prêtres leur nouvelle église collégiale à partir de 1245 environ. L'église était en fonction depuis 1254. Les travaux cependant s’étalèrent sur près d’un siècle, certainement pour achever le voûtement des nefs. En 1279, les chanoines établirent aussi un hôpital pour les pauvres, à Hombourg-Bas.
Souvent disputée au cours des XIIIe et XIVe siècles, Hombourg fut à l’abri des menées guerrières durant les XVe et XVIe siècles. La ville fut engagée et vendue à plusieurs reprises lors de complexes tractations. Ce Moyen Âge prospère et paisible a légué ses plus beaux fleurons à la ville comme la superbe église collégiale ou encore la Vieille porte, jadis entrée principale de la forteresse. Érigée entre 1250 et 1270, la chapelle Sainte-Catherine est l’ancienne chapelle domestique d’un lignage de chevaliers qui occupaient un écart fortifié du château appelé Ritterburg.

### Les Temps modernes et le déclin dû à la guerre de Trente Ans
En 1572, la seigneurie de Hombourg fut vendue à Henri, duc de Guise, mais en 1581 elle entra dans le giron du duché de Lorraine sous Charles III et constitua le bailliage de Hombourg/Saint-Avold dont les gouverneurs résidaient au château. Elle fut cédée aux princes de Phalsbourg, Louis de Guise et Henriette de Lorraine en 1621. Malgré les occupations françaises du XVIIe siècle, elle demeura dans le domaine ducal jusqu’en 1766, pour être définitivement rattachée au royaume de France.

#### La tragique guerre de Trente Ans
Prise à partir de 1633 dans le maelström de cette véritable guerre européenne, la ville de Hombourg, comme toute la seigneurie, subit les privations et les épidémies autant que les exactions des soudards venus de tout le continent et en paya le prix fort. La guerre fut prolongée par une occupation française très lourde qui porta un coup définitif à la ville dont Richelieu fit démanteler le château en 1634.

#### La perte des prérogatives administratives et militaires après 1634
Hombourg-Bas resta désert pendant une trentaine d’années à l’instar du village voisin de Hellering. Trop inadapté à la modernité, le pauvre rempart médiéval de la ville s’écroula pan après pan et Hombourg ne fut plus qu’un simple et gros bourg rural qui s’entêtait à conserver son statut de ville tandis que ses prérogatives administratives et militaires glissaient définitivement vers sa voisine, la ville de Saint-Avold.

### Le réveil par le dynamisme industriel: la métallurgie

#### La métallurgie dès le second XVIIIème
En 1758, Charles de Wendel installa une forge sur la Rosselle, point de départ de la vocation industrielle de la ville. La famille d’Hausen prit la relève sous le Premier Empire. Les maîtres de forge sarrois Gouvy, en rachetant l’usine en 1850, transformèrent leur établissement en une aciérie compétitive qui donna de l’emploi à des générations de Hombourgeois.
La firme Gouvy développa aussi une véritable culture associative à travers la musique, le sport, les mouvements de jeunesse et les loisirs en général.
La famille Münch pérennisa l’œuvre des Gouvy en achetant leur usine en 1935, proposant du travail à près de 250 personnes.
Deux beaux bâtiments, le château d'Hausen et la villa Gouvy témoignent du dynamisme des XVIII et XIXe siècles.

#### La commune et la paroisse se transforment
Après la suppression du chapitre en 1743, le duc Stanislas permit à des franciscains-récollets d’origine allemande de s’installer à Hombourg. Ils y construisirent un couvent en 1769 et administrèrent la paroisse avec entrain avant d’être expulsés en 1792. Leur couvent reste un bel élément du patrimoine communal.
En 1811, « le grand Hombourg » prit définitivement forme par l’annexion du village jusqu’alors autonome de Hellering et par la réintégration de Hombourg-Bas, qui avait été érigé en commune indépendante en 1792.

### Le rattachement au Reich
Comme les autres communes de l'actuel département de la Moselle, Hombourg-Haut est incorporé, après le traité de Francfort, à l’Empire allemand de 1871 à 1918. Pendant la courte période de transition politique, la ville fut renommée Homburg an der Rossel puis Oberhomburg. C'est une période de prospérité pour la commune. Dès le début du XXe siècle Hombourg-Haut fut en effet associé à l’essor fulgurant que prenait l’exploitation de la houille dans la région. L'usine Gouvy aussi exporte dans toute l'Europe.
Lorsque la Première Guerre mondiale éclate, les Mosellans sont tenus de se battre pour l’Empire allemand. 85 jeunes gens tomberont au champ d'honneur sous l’uniforme allemand. Ces soldats se sont battus sur tous les fronts, à l’Ouest ( Verdun, Argonne), sur la Somme mais aussi en Russie et au Moyen Orient.
« Oberhomburg » redevient Hombourg-Haut en 1918.

### L'Annexion 1940-1944
La Seconde Guerre mondiale et le drame de l'Annexion marqueront durablement les esprits. Les premiers conscrits, incorporés de force dans l'armée allemande, partent à partir d'août 1942, essentiellement sur le front de l'est. Les civils ne sont pas épargnés.
À partir de septembre 1944, l'armée américaine bombarde la région sans relâche.
La commune ne sera libérée que le 28 novembre 1944. Un odonyme local (« Rue du 28-Novembre ») rappelle cette libération. 53 victimes militaires et civiles sont à déplorer.

### L'Après-guerre

#### Le boom économique
Après la Seconde Guerre mondiale, l'extraction du charbon était devenue le pôle industriel principal de toute l'aire géographique appelée le « Bassin houiller lorrain » incluant Hombourg-Haut. L'essentiel de la population active de la ville était employé par les Houillères du bassin de Lorraine (HBL). Des cités minières avaient surgi du ban communal : cité des Chênes, cité de la Chapelle, cité Riviera. L’apport de l’immigration européenne joua un rôle déterminant dans l’extension et la prospérité de la ville qui, si elle ne recensait que 2 438 âmes en 1946, enregistra une explosion démographique qui la porta au point culminant de 10 571 habitants en 1968. Classées prioritaires, les cités Les Chênes et La Chapelle comptent 2 322 habitants en 2020, plus du tiers de la population communale.
Toutefois, l'activité métallurgique se poursuivit après guerre avec les Etablissements Munch Frères jusqu'en 1980.

#### L'époque contemporaine ou «l'Après-charbon» (depuis 1980)
Le déclin du charbon et l'arrêt des activités des HBL s'est accompagné d'un déclin économique et démographique en Moselle-Est et donc à Hombourg-Haut (voir plus loin les recensements).

## Politique et administration

### Services et équipements municipaux
- Espace de Wendel : c'est un équipement type salle des fêtes inauguré en décembre 2018[29]. Il peut accueillir divers types de manifestations y compris l'organisation de repas (doté d’une cuisine professionnelle), des soirées organisées par des associations, des spectacles y compris des concerts avec orchestres symphoniques.
- Centre Pierre Julien (inauguré le 3 mai 2019) dans le quartier des Chênes[30] : c'est un centre social, culturel et de loisirs établi dans un ancien supermarché réaménagé par l’agence d’architecte Claire Keller. Il est géré par l’association ACCES et dispose sur 900 m2 de bureaux, d’une bibliothèque, de salles et d'une cuisine. Il héberge l’atelier de couture ASBH. Sa construction a été financée par des fonds européens, le département, la région et la ville.

### L'Office de tourisme
L'Office de tourisme de la Communauté de communes de Freyming-Merlebach est établi dans une ancienne dépendance du château d'Hausen.

### Jumelages
Hombourg-Haut est jumelée avec  San Giorgio di Pesaro (Italie) depuis 2006.
Queaux (France 86 Vienne)

## Population et société

### Démographie
Au XIXe siècle la population de la commune fait plus que doubler entre 1806 et 1836 (dépassant alors 2 000 habitants). Elle diminue ensuite légèrement entre 1870 et 1895 avant de se stabiliser un peu au-dessus de 2 000 habitants jusqu'à la Seconde Guerre mondiale. À partir de 1946, Hombourg-Haut connaît une véritable explosion démographique, la population étant presque multipliée par quatre. Puis c'est une baisse qui est amorcée à partir de 1975, lente jusqu'en 1999, qui s'accélère ensuite.

#### Évolution démographique
L'évolution du nombre d'habitants est connue à travers les recensements de la population effectués dans la commune depuis 1800. Pour les communes de moins de 10 000 habitants, une enquête de recensement portant sur toute la population est réalisée tous les cinq ans, les populations de référence des années intermédiaires étant quant à elles estimées par interpolation ou extrapolation. Pour la commune, le premier recensement exhaustif entrant dans le cadre du nouveau dispositif a été réalisé en 2008.

En 2022, la commune comptait 6 122 habitants, en évolution de −7,16 % par rapport à 2016 (Moselle : +0,52 %, France hors Mayotte : +2,11 %).
| 1800 | 1806 | 1821  | 1836  | 1841  | 1861  | 1866  | 1871  | 1875  |
| ---- | ---- | ----- | ----- | ----- | ----- | ----- | ----- | ----- |
| 953  | 925  | 1 450 | 2 147 | 2 081 | 2 075 | 2 127 | 1 920 | 1 932 |

| 1880  | 1885  | 1890  | 1895  | 1900  | 1905  | 1910  | 1921  | 1926  |
| ----- | ----- | ----- | ----- | ----- | ----- | ----- | ----- | ----- |
| 1 851 | 1 862 | 1 878 | 1 882 | 1 976 | 2 053 | 2 221 | 2 066 | 2 253 |

| 1931  | 1936  | 1946  | 1954  | 1962   | 1968   | 1975   | 1982   | 1990  |
| ----- | ----- | ----- | ----- | ------ | ------ | ------ | ------ | ----- |
| 2 246 | 2 136 | 2 438 | 4 647 | 10 111 | 10 571 | 10 401 | 10 055 | 9 580 |

| 1999  | 2006  | 2008  | 2013  | 2018  | 2022  | - | - | - |
| ----- | ----- | ----- | ----- | ----- | ----- | - | - | - |
| 9 486 | 8 227 | 7 869 | 6 867 | 6 272 | 6 122 | - | - | - |

#### Pyramide des âges
En 2018, le taux de personnes d'un âge inférieur à 30 ans s'élève à 32,1 %, soit en dessous de la moyenne départementale (33,6 %). À l'inverse, le taux de personnes d'âge supérieur à 60 ans est de 31,4 % la même année, alors qu'il est de 26,2 % au niveau départemental.
En 2018, la commune comptait 2 993 hommes pour 3 279 femmes, soit un taux de 52,28 % de femmes, légèrement supérieur au taux départemental (51,08 %).
Les pyramides des âges de la commune et du département s'établissent comme suit.
| Hommes | Classe d’âge | Femmes |
| ------ | ------------ | ------ |
| 0,7    | 90 ou +      | 1,6    |
| 8,7    | 75-89 ans    | 12,7   |
| 20,3   | 60-74 ans    | 18,5   |
| 20,7   | 45-59 ans    | 21,2   |
| 16,0   | 30-44 ans    | 15,3   |
| 17,0   | 15-29 ans    | 13,9   |
| 16,5   | 0-14 ans     | 16,9   |

| Hommes | Classe d’âge | Femmes |
| ------ | ------------ | ------ |
| 0,6    | 90 ou +      | 1,5    |
| 6,8    | 75-89 ans    | 9,5    |
| 17,2   | 60-74 ans    | 18,4   |
| 20,9   | 45-59 ans    | 20,5   |
| 19,5   | 30-44 ans    | 18,6   |
| 17,7   | 15-29 ans    | 15,7   |
| 17,4   | 0-14 ans     | 15,8   |

### Langues
Le topolecte historiquement employé à Hombourg-Haut est le francique rhénan de Lorraine appelé localement le "platt". Depuis 1945, il est en déclin continu et ne survit que dans les échanges quotidiens de la population d'un certain âge.

## Enseignement
Le territoire communal abrite:
- Trois écoles maternelles
- Les écoles élémentaires publiques (quartier des Chênes, quartier de la Chapelle) et le groupe scolaire Simon Batz,
- Le collège d'enseignement secondaire Robert Schuman situé dans le quartier Chapelle.

## Économie

### Commerces
Hombourg-Haut n'a jamais eu de véritable centre-ville; les commerces étaient éparpillés entre les différents quartiers, distants entre eux. De plus, à partir des années 1980, le développement de centres commerciaux avec hypermarchés à quelques kilomètres de la ville est venu freiner le développement des commerces hombourgeois.
Toutefois, dès les années 1990, après la fermeture de l'usine Munch, la municipalité développa une zone commerciale le long de la rue de Metz en favorisant l'implantation d'un supermarché, d'une station-service, l'agrandissement du magasin de meubles de la famille hombourgeoise Filliung. Un certain nombre de commerces et banques forment aujourd'hui un embryon de centre ville, rue de Metz, entre la mairie et le quartier de Hombourg-Bas. Hombourg-Haut compte également six restaurants.

## Culture et patrimoine

### Lieux et monuments
La liste Mérimée comporte trente édifices civils, religieux, ruines, croix monumentales ou croix de chemin, tombes du vieux cimetière, classés soit au titre des monuments historiques soit à l' inventaire du patrimoine culturel de Lorraine.

#### Châteaux et fortifications
- Vestiges du formidable Château médiéval construit vers 1240-45 par l'évêque de Metz Jacques de Lorraine[39]. Propriété des évêques de Metz jusqu'en 1572, il est vendu au duc de Lorraine en 1581, il a été agrandi à la fin du XVIe siècle et au début du XVIIe siècle. Ruiné par la guerre de Trente Ans puis au début du XVIIIe siècle, il a été presque entièrement détruit vers 1735. Il subsiste quelques vestiges (pans de murs derrière le cimetière de la collégiale, bastion rue Sainte-Catherine) qui témoignent de son importance passée et par la suite classé par journal officiel du 16 février 1930[39].
- La « Vieille porte » : ancienne porte fortifiée vestige des fortifications Vauban de la ville (XVIIe siècle)[40].
- Vestiges du château de Hombourg-Bas.
- Château de Hellering en ruine (XVIIe siècle). Portail construit entre 1611 et 1635. Château restauré au XVIIIe siècle puis agrandi et mis au goût du jour en 1897. Détruit par un incendie en novembre 1918.
- Château d’Hausen (XVIIIe), construit en 1766 près de la forge érigée en 1758/1759 par Jean Charles de Wendel et sa femme Anne Marguerite d'Hausen de Weidesheim. Il passa aux mains des d'Hausen et resta dans cette famille jusqu'en 1882. Il abrita jusqu'en 1996 le siège du conseil d'administration des Houillères du Bassin de Lorraine (HBL) avant d'être acquis au début en 2003 par la ville qui l'aménagea en hôtel de ville. Le château et le jardin en totalité sont inscrits au titre des monuments historiques par arrêté du 5 juin 2019[41].Tombe du compositeur Théodore Gouvy

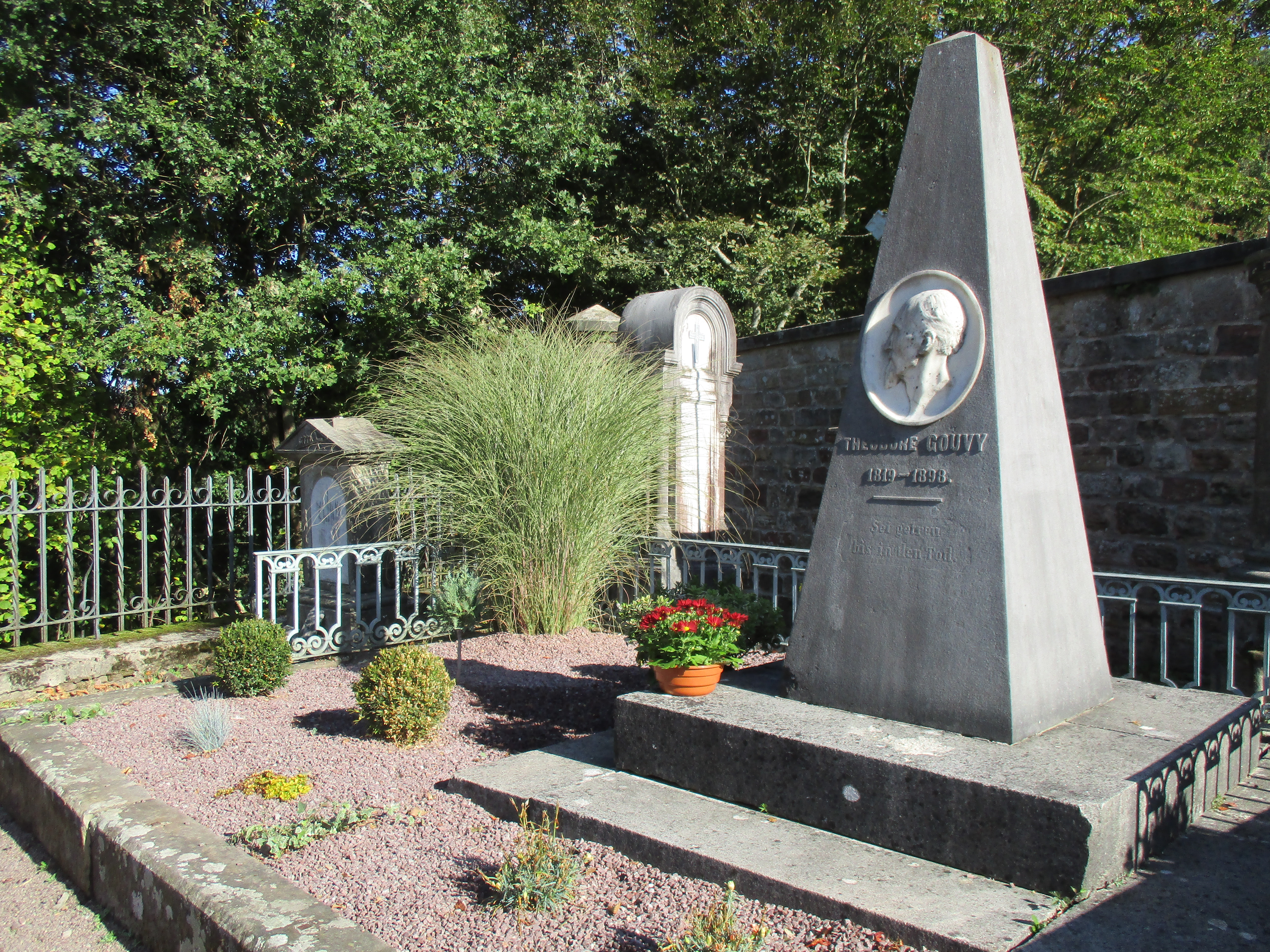
Tombe du compositeur Théodore Gouvy

#### Cimetières
- Tombe de Théodore Gouvy, au fond du cimetière de la collégiale.
- Ancien cimetière Israélite, à Hellering, fondé vers le milieu du XVIIIe siècle, la plus ancienne tombe date de 1756; il est remplacé à partir de 1901 par celui de Saint-Avold rue des Carrières.

#### Édifices religieux
- Église collégiale Saint-Étienne XIIIe et XVe siècles[42] ; ancienne église paroissiale agrandie à la fin du XIIIe siècle par Jacques de Lorraine, évêque de Metz, et édifiée en collégiale pour le chapitre de 13 chanoines, créé en 1254. Église classée au titre des monuments historiques par arrêté du 16 février 1930[43].
- Chapelle Sainte-Catherine (vers 1260) ; travées gothiques. Chapelle funéraire domestique privée édifiée par le chevalier Simon de Hombourg classée au titre des monuments historiques dès l'arrêté du 27 mai 1895[44]. Restaurée en 1706, puis vers 1880-1890, elle était devenue dès le XVe siècle le centre du culte des Quatorze Auxiliaires donnant naissance à un pèlerinage orné de quatorze gigantesques statues[45].
- Chapelle Saint-Nicolas de Hombourg-Bas. Édifice mentionné au XVIIe siècle ; détruit pendant la guerre de Trente Ans ; reconstruit en 1716 ; démoli complètement et reconstruit sur les fondations anciennes en 1937 ; mobilier XVIIIe siècle.
- Couvent des franciscains-récollets : couvent construit en 1769 par des moines venus d'Allemagne selon les lettres patentes du duc de Lorraine Stanislas Leszczyński en 1749, en remplacement du chapitre Saint-Étienne supprimé en 1743, inscrit en totalité au titre des monuments historiques par arrêté du 15 mai 2012[46].
- Chapelle Sainte-Barbe à la Cité des Chênes.
- Chapelle Saint-Joseph à Hellering.
- Chapelle Saint-Lambert à Hellering.
- Chapelle luthérienne, construite en 1954.
- Synagogue du XVIIIe siècle, rue Principale à Hellering aujourd'hui détruite.

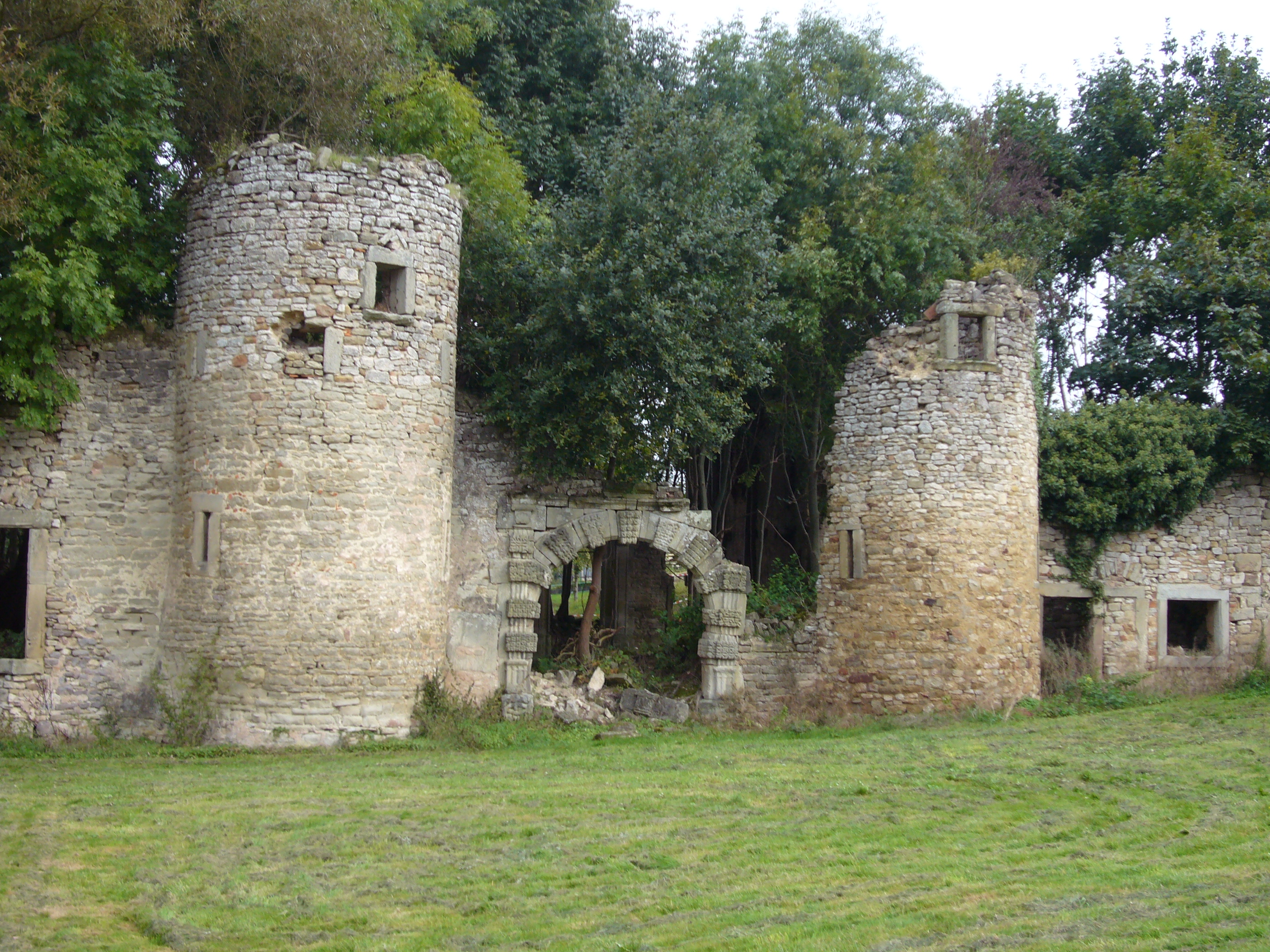
Les ruines du château de Hellering.
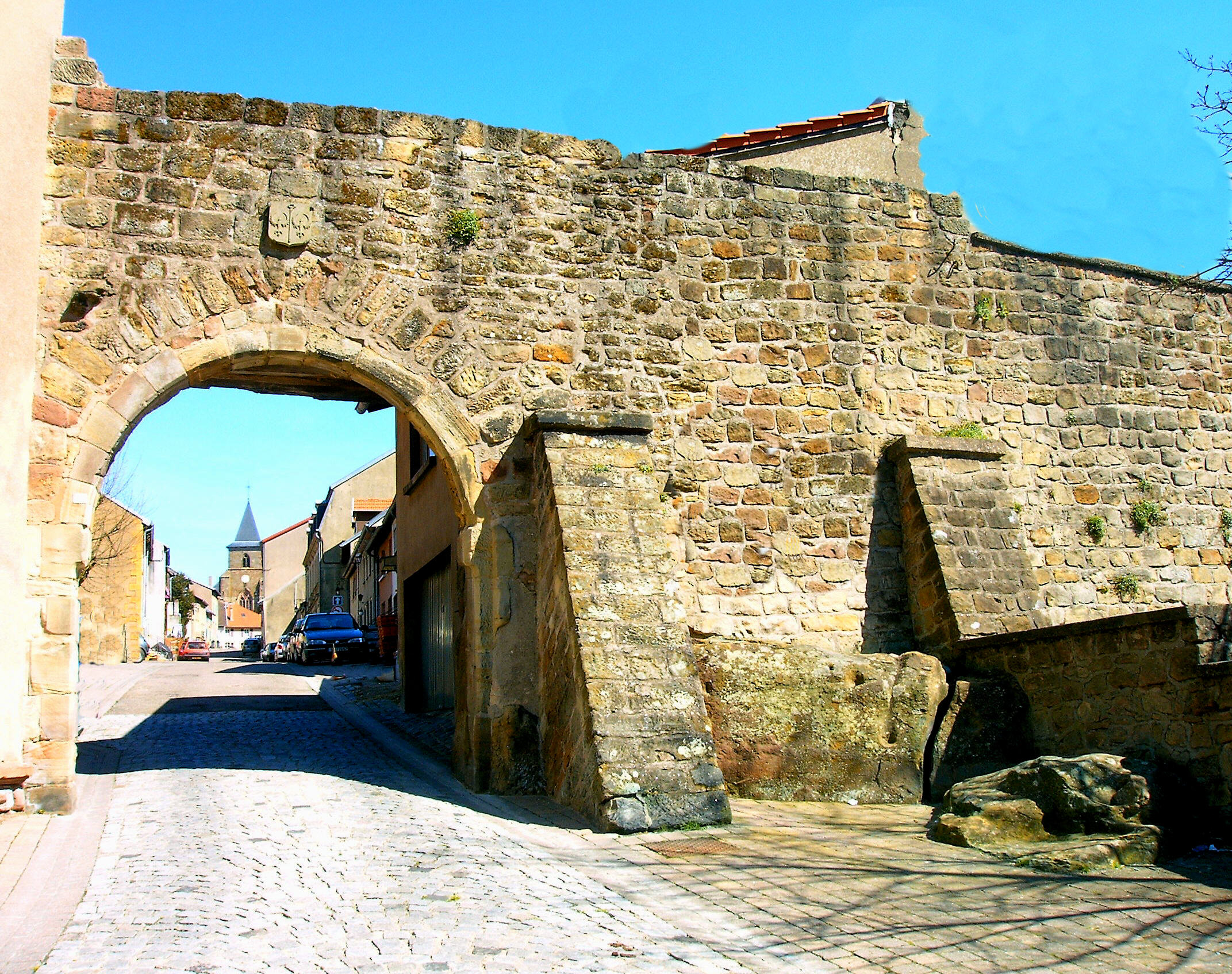
La Vieille porte.
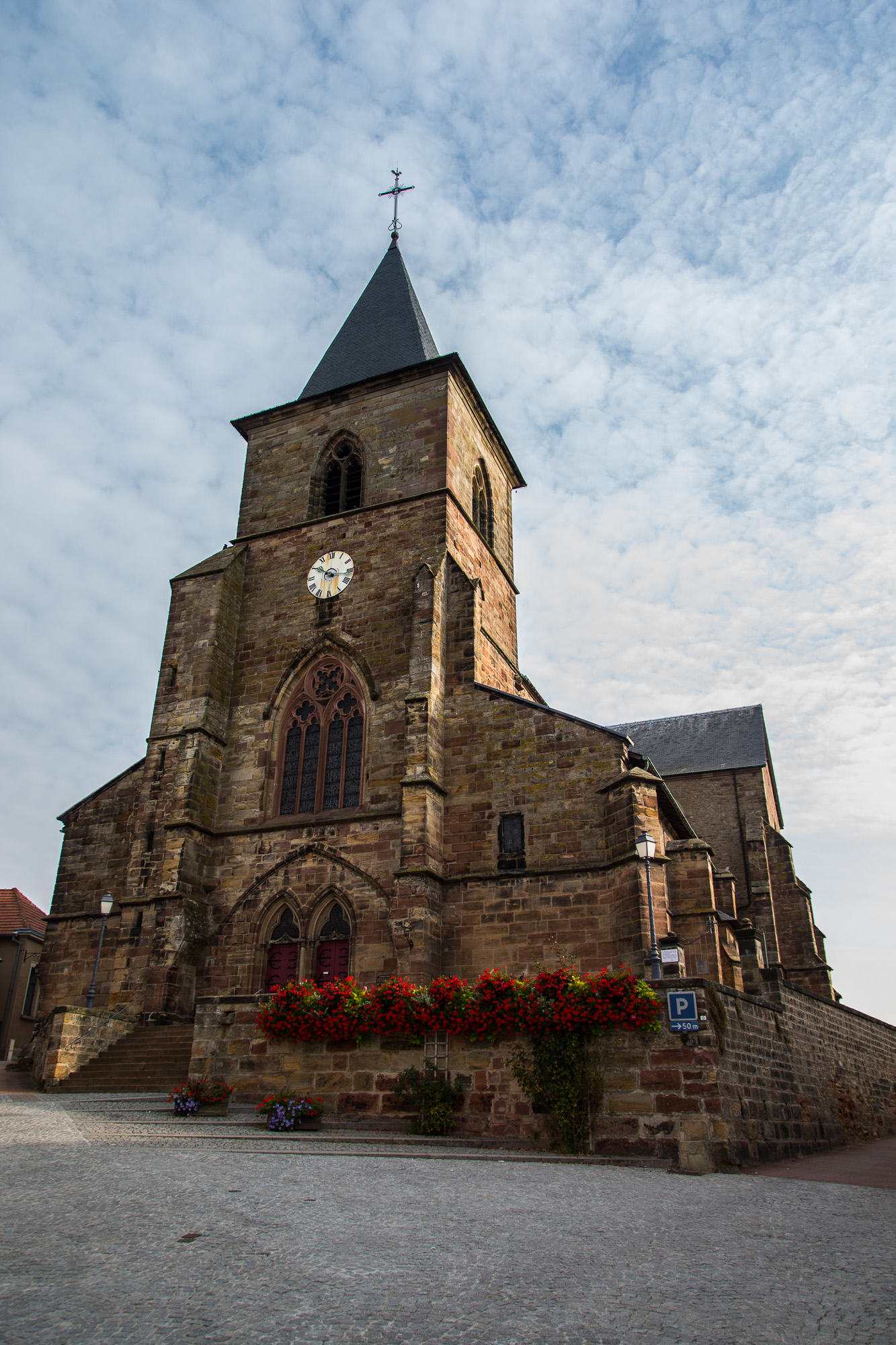
Collégiale Saint-Étienne
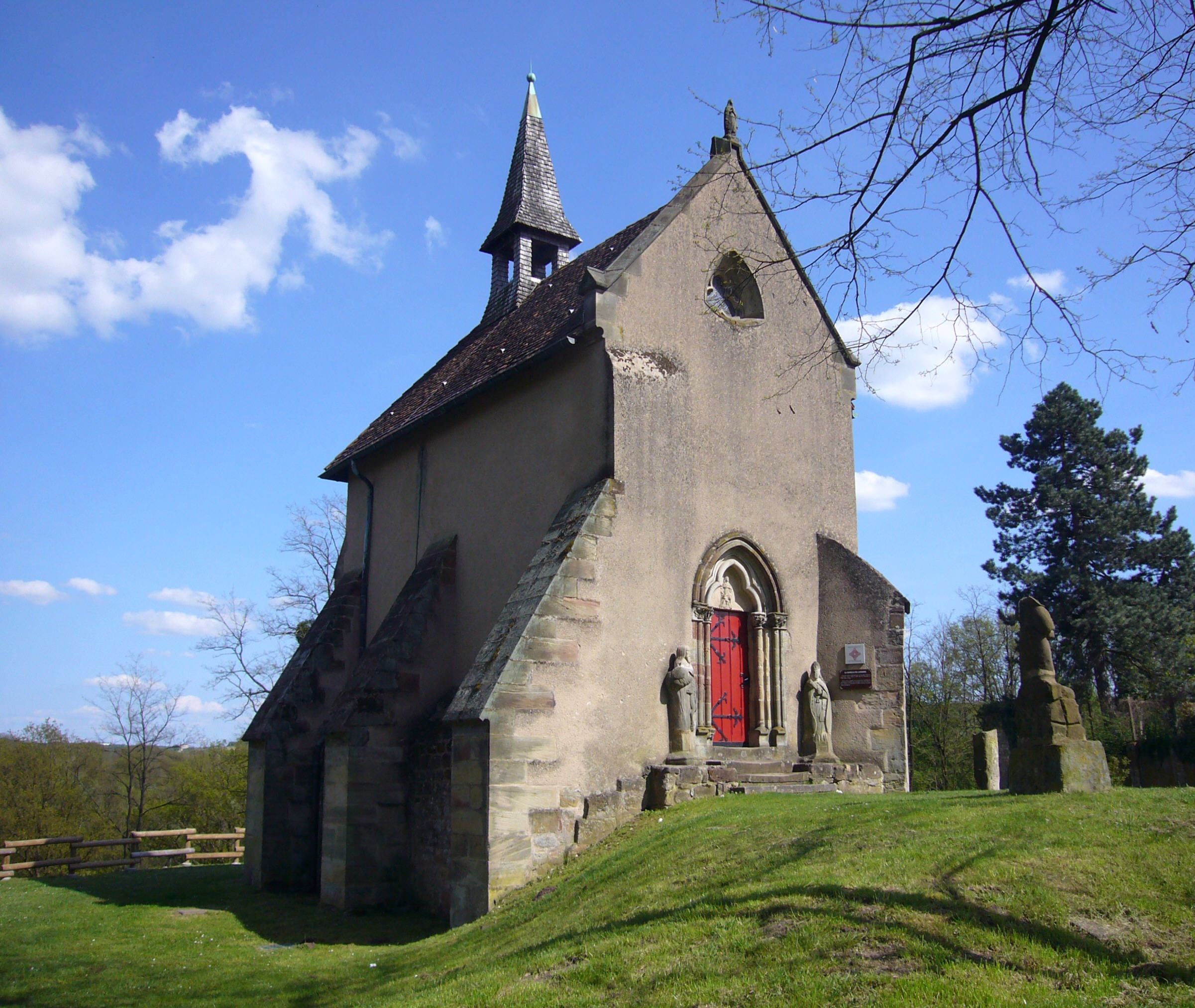
La chapelle Sainte-Catherine (XIIIe siècle).
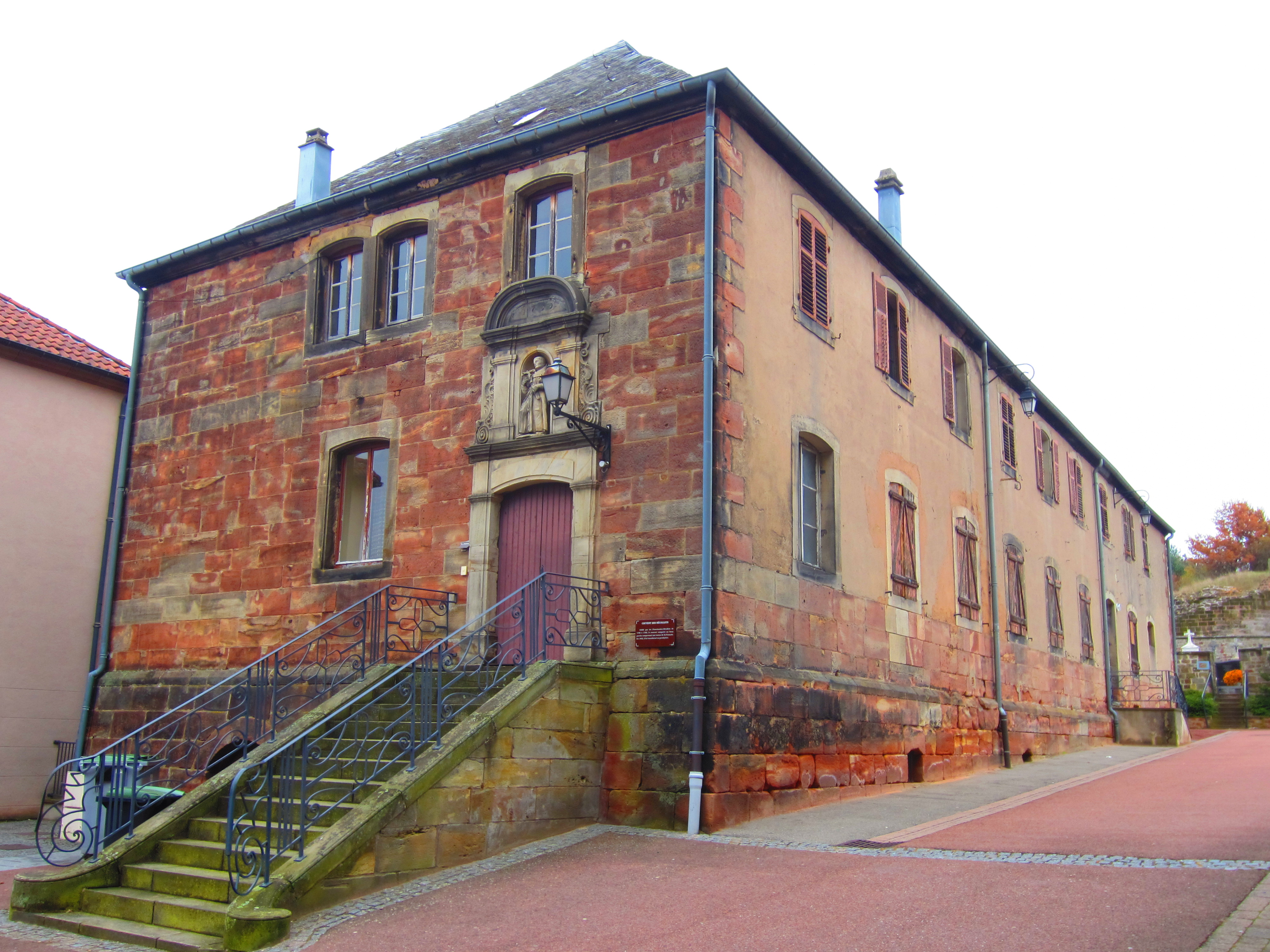
Couvent des franciscains-récollets.
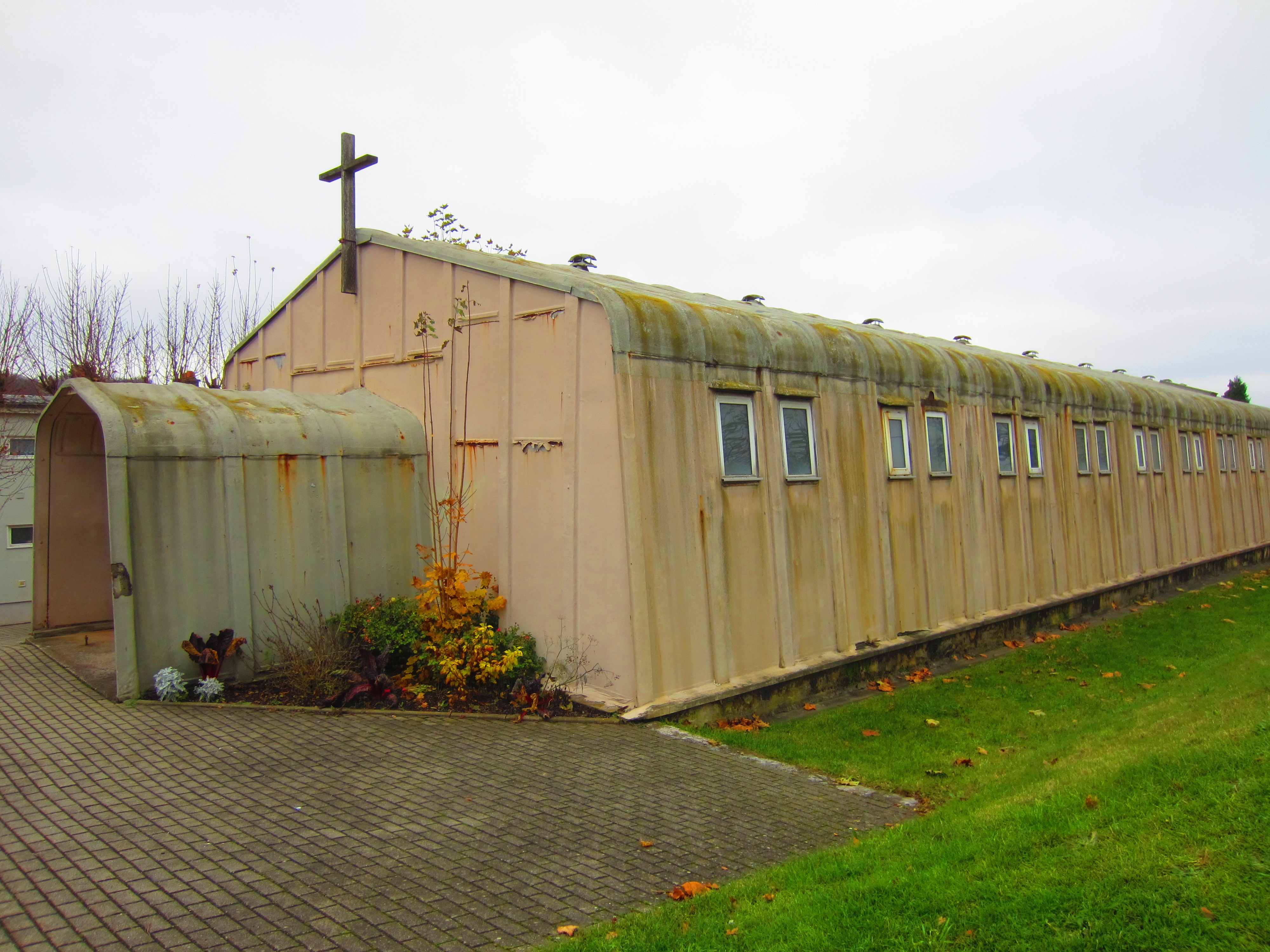
Chapelle Sainte-Barbe aux Cités des Chênes.
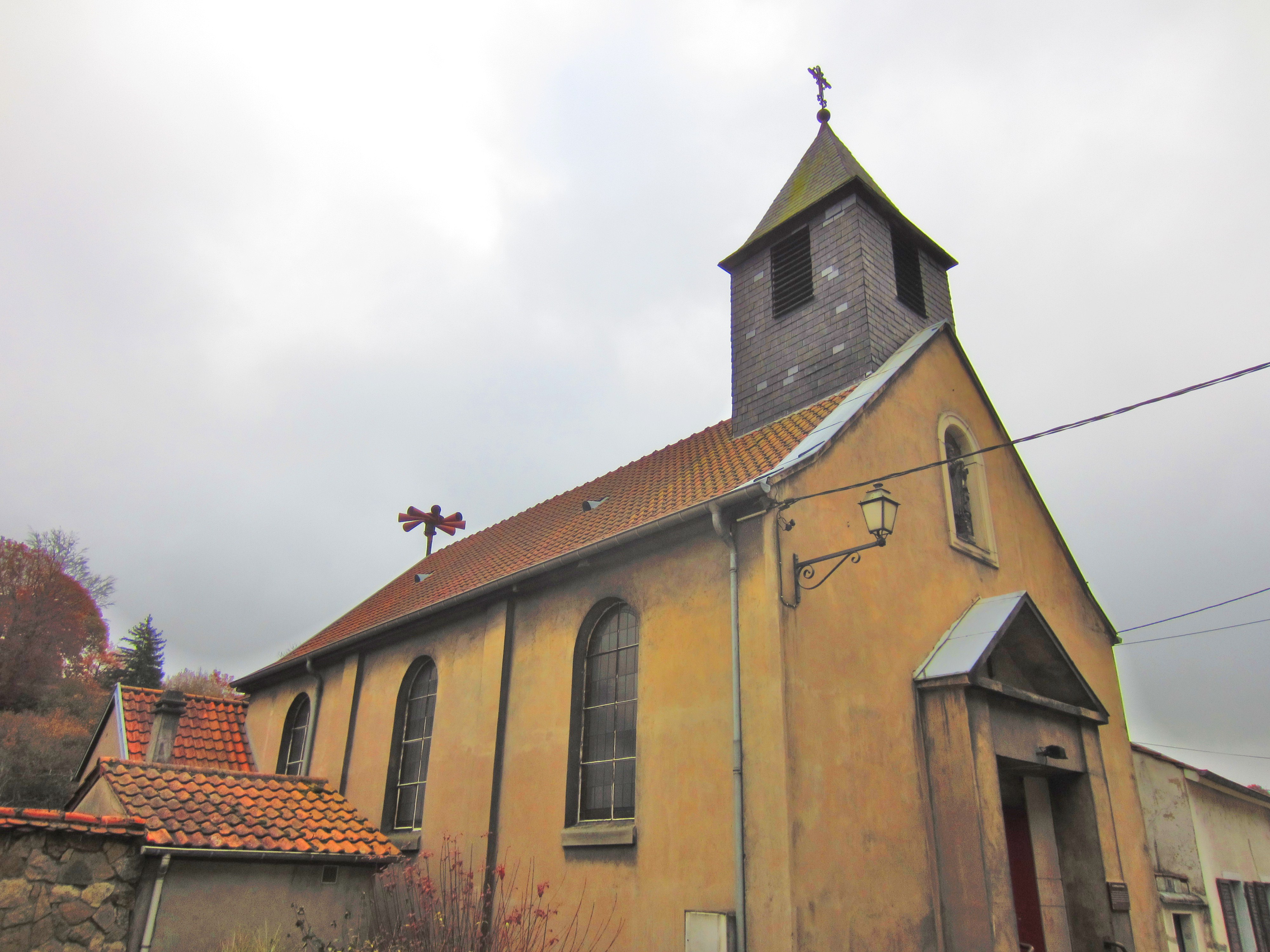
Chapelle Saint-Nicolas de Hombourg-Bas.
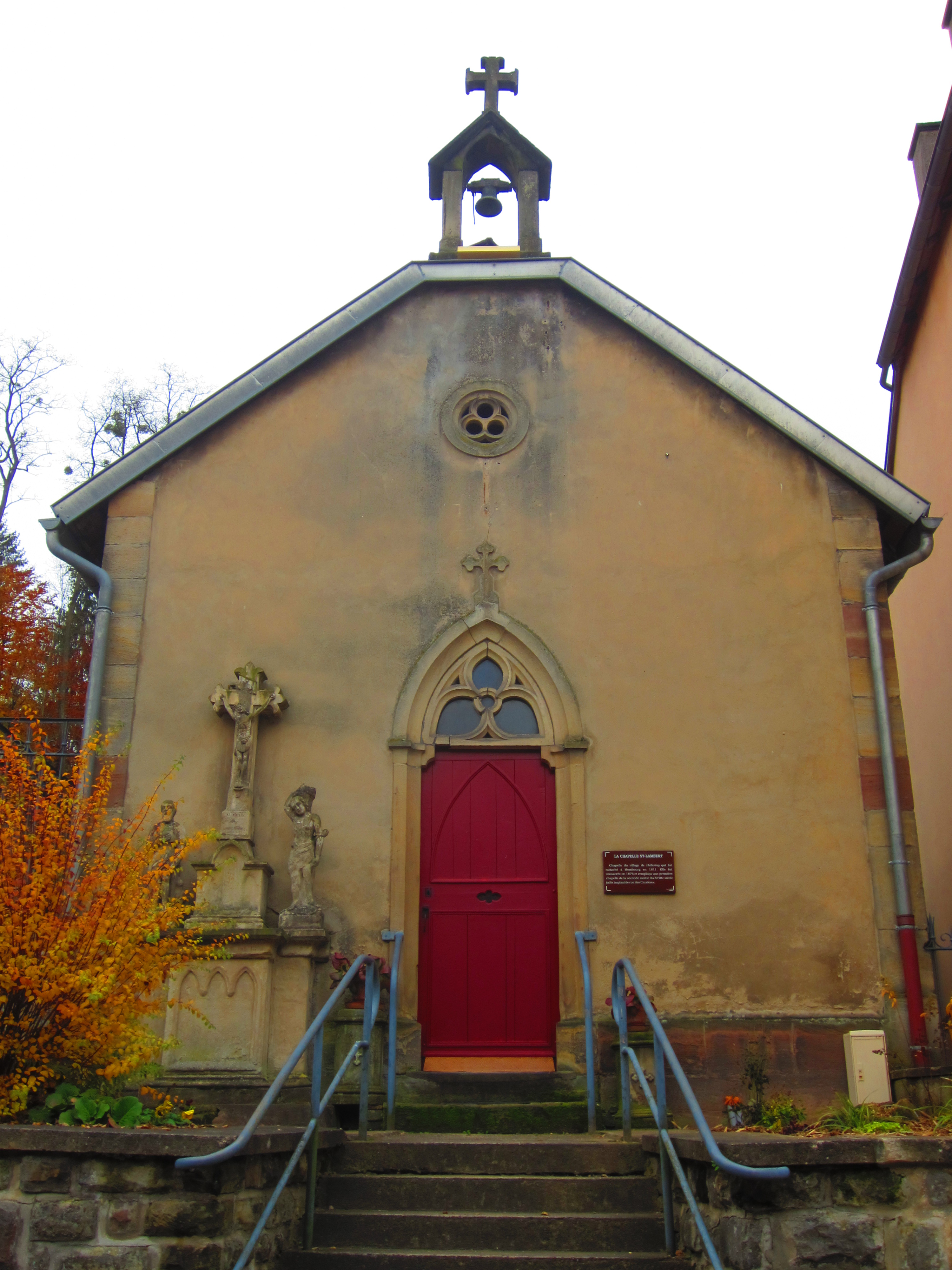
Chapelle Saint-Lambert à Hellering.
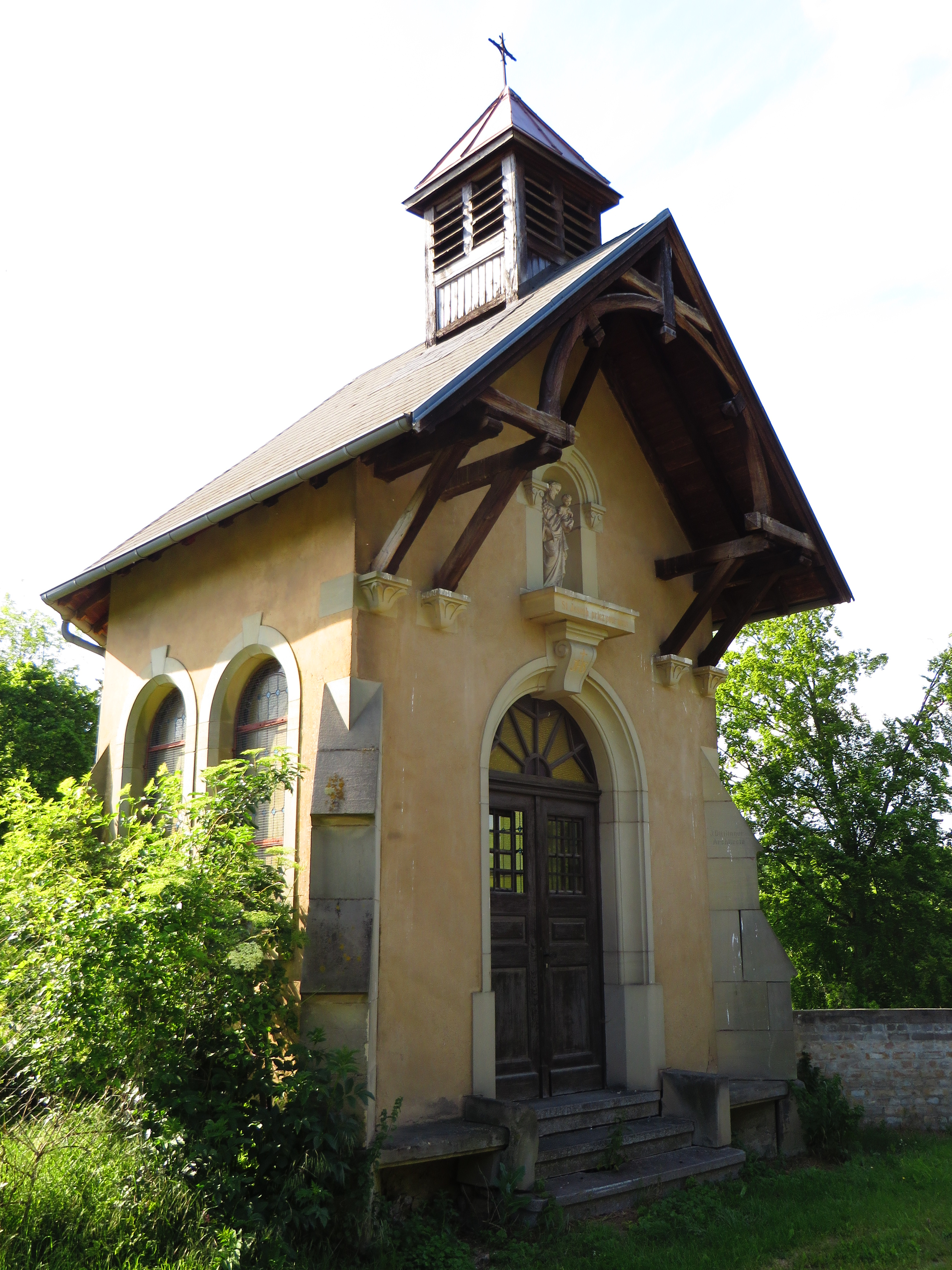
Chapelle Saint-joseph à Hellering.
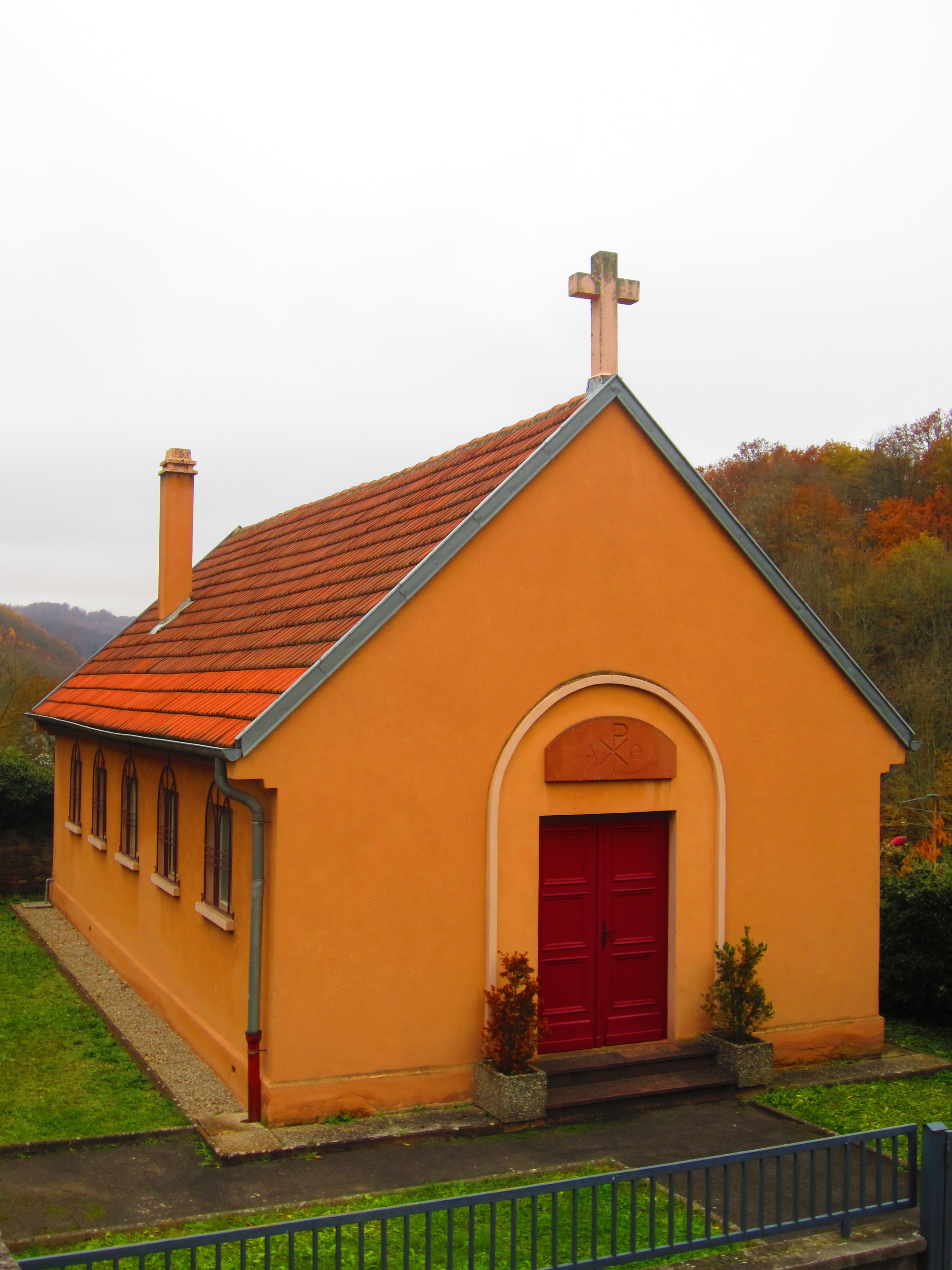
Chapelle luthérienne.

En septembre 2021, Hombourg-Haut a été élu plus beau village du département de la Moselle. Depuis juillet 2022, Hombourg-Haut fait partie du réseau national des Petites Cités de Caractère®.

### Manifestations et festivités
- Le Festival international Théodore Gouvy et les Rencontres internationales créés en 1989. Il s’agit d’une série de six concerts organisés en la collégiale Saint-Etienne (sauf le traditionnel concert du Nouvel An, qui se déroule à la salle des fêtes) ;
- Carnaval : période de liesse populaire qui culmine avec le Mardi-Gras, jour de la traditionnelle cavalcade, qui est en fait un corso haut en couleur. Contrairement à la tradition, la Cavalcade a lieu le dimanche suivant le Mardi-Gras depuis 2010.

### Vie culturelle et sportive

#### Les associations culturelles
La musique tient une place importante dans la vie culturelle hombourgeoise :
- Le chœur d'hommes de Hombourg-Haut fondé en 1865 (direction : Norbert Ott)
- La Société chorale Sainte Cécile
- Les amis de l'orgue de la collégiale Saint-Étienne (L'orgue Pierre Rivinach de 1847 a été reconstruit en 1908 par le facteur Haerpfer de Boulay, puis restauré par Michel Gaillard en 1992)[48]. Des concerts avec orgue ont lieu régulièrement à la collégiale.

#### Les associations sportives
Parmi les équipements sportifs majeurs à Hombourg-Haut, il faut citer: le stade Gouvy, un stade omnisports, le gymnase des Chênes, une aire multisports (rue de l'étang). La ville compte en outre un boulodrome, une aire de loisirs, un complexe soicio-sportif et un parcours de santé.
De nombreuses associations sportives ont été créées à Hombourg-Haut, parmi lesquelles:
- La SSEP (Société sportive et d'éducation physique) qui est le club de football[49] ;
- LVH (Loisirs vélo Hombourg) ;
- Handball-Club Hombourg-Haut ;
- Première Compagnie de tir à l'arc où s'entraîne l'athlète hombourgeois Alexis Tomboul qui a obtenu le titre de vice-champion de France FITA et champion de France FEDERAL en 2017)[50] ;

#### La gastronomie
- La cuisine hombourgeoise se distingue peu de la cuisine en Moselle-Est. On peut toutefois relever quelques mets associés aux particularismes locaux[51] :
- Carnaval et ses beignets (Fasekichle)
- La fête patronale (Kirb) avec ses paupiettes de bœuf (Rollade), ses quenelles de foie (Lewerknedle) et autres quenelles à la moelle (Marchklöse) ainsi que ses pâtisseries comme la tarte au fromage (Kässkuche)
- La cuisine quotidienne traditionnelle comporte des plats tels que la soupe de pois cassés (Erbsesupp), les galettes de pommes de terre (Krumberkichle), les quenelles de pommes de terre (Krumberkneedle)
- Avec le développement de l'industrie du charbon, le mélange des populations et des cultures amena notamment à Hombourg-Haut : le couscous, la polenta, les gnocchi et bien sûr les pizzas et tagines.

## Personnalités liées à la commune
- Simon Batz dit Simon von Homburg (vers 1420-1464) : formé à l’école capitulaire de sa ville natale, il entreprit un cursus scolaire exemplaire en intégrant la prestigieuse université de droit d’Erfurt. Communément appelé Meister Simon von Homburg, le professeur renommé obtint son doctorat dans les deux droits, civil et canon et fut recteur de son université. En 1458, alors deuxième ville d’Allemagne et reine de la Hanse, Lübeck prit le grand juriste à son service au poste de Syndicus ou conseiller juridique et diplomatique.
- Jean Charles de Wendel (1708-1784) : maitre de forges qui installa la première forge à Hombourg-Haut sur la rivière Rosselle.
- Antoine Gapp (1766 - 1833) : curé de Hombourg-Haut et de Freyming de 1821 à sa mort. Il a fondé en 1806 la congrégation des Sœurs de la Providence de Saint André de Peltre.
- Louis Théodore Gouvy (1819-1898) : né en Sarre, ce musicien passa une partie importante de sa vie dans la maison de son frère à Hombourg-Haut, l'actuelle Villa Gouvy. Connu, reconnu et honoré de son vivant autant en France (membre de l’Institut) qu’en Allemagne (membre de l’Académie Royale des Arts de Berlin), il tomba dans l’oubli après sa mort. Redécouvert récemment, grâce surtout à l’action menée sur place à Hombourg-Haut, et à de remarquables enregistrements discographiques, il retrouve petit à petit la place qui fut la sienne. Romantique classique, sa conception de la musique est proche de celle de Mendelssohn, Schumann et Brahms[52].
- Jean-Pierre Schlickling (1844-1924) : prêtre sulpicien, né à Hombourg-Haut. Vicaire à Bitche de 1869 à 1871. Curé de Narbéfontaine de 1871 à 1877. Puis, docteur en théologie et professeur au petit séminaire de Montréal. De 1900 à sa mort, prieur de l'abbaye sur l'île Saint-Honorat sous le nom « Révérend père Dom Marie-Bernard »[53],[54],[55].
- Théodore Paqué(1866-1943) : homme politique français né à Hombourg-Haut.
- Jean Derrieux (1906-1977) : maire de Hombourg-Haut de 1937 à 1940 puis de 1944 à 1971[56]. À sa première élection en 1937, il fut le plus jeune maire de France. Ingénieur des mines, il fut Président du conseil d'administration du nouvel établissement des Houillères du Bassin de Lorraine, de 1947 à 1950. Il avait été membre de la SFIO.
- Jean-Claude Nadon né en 1964 : ancien footballeur. Commence sa carrière sportive au SSEP Hombourg-Haut.
- Philippe Delacour : organiste, président de l'association des Amis des orgues de Hombourg-Haut[57].
- Hamza Mourchid (né en 1991) : footballeur français au FC Miami City, élu en 2017 2e meilleur buteur américain par la Gannon University[58]. Originaire de Hombourg-Haut, il se forme dès l'âge de 6 ans à la SSEP (Société sportive d'éducation physique) à Hombourg-Haut et durant toute sa scolarité au collège Robert-Schuman.
- Mario d'Angelo : universitaire et expert, né à Hombourg-Haut.

#### Autres sources et documents
- Inselin, Charles (1694) Le royaume de France et les conquêtes de Louis Le Grand [Document cartographique] / gravé par C. Inselin (BNF 40765936).  Note(s) : Dans l'encadrement, médaillons : Ludovicus Delphinus, Ludovicus agnus. - Plas de villes fortes : Roses Rosas en Ampurdan, Strasbourg, Huningue, Le Fort Louis du Rhein Basse Alsace, Haguenau, Nancy, Brisac Vieux-Brisach, Cadis Cadix, Fort St. Jacques à la côte de Guinée Gambie, le fort de la Kenoque près Dixmude, Alger le port, Barcelone, Perpignan, Saar-Louis Sarrelouis, Hombourg Hombourg-haut Moselle, Longwy, Mons en-Hainaut, Philisbourg Philippsbourg s. le Rhin, Palamos et Girone Gerone, Catalogne, environs
- A. Bour (1951) Moselle. Hombourg-Haut. (Hombourg-Bas. Hellering). 1 : 2.000. Plan topographique régulier... [Document cartographique] dressé et dessiné... par M. A. Bour. Paris : Ministère de la Reconstruction et de l'Urbanisme. (BNF 40708344)
- J.Lehner (1960) Moselle. Hombourg-Haut. (Hombourg-Bas. Hellering). 1 : 2 000 Plan topographique régulier dessiné en 1960 [Document cartographique] par M.J.Lehner... à l'aide des documents ci-après : A. Plan existant dressé en 1951 ; par M. Bour - B. Plan des Houillères de Lorraine. Mise à jour de 1960. Paris, Ministère de la Construction. (BNF 40643021)
- Plan officiel (1991). Hombourg-Haut [Document cartographique] réalisé et publié par la] Compagnie générale d'éditions officielles. (BNF 40573477)